# Municipio de Shafter
El municipio de Shafter (en inglés: Shafter Township) es un municipio ubicado en el condado de Fayette en el estado estadounidense de Illinois. En el año 2010 tenía una población de 485 habitantes y una densidad poblacional de 5,16 personas por km².

## Geografía
El municipio de Shafter se encuentra ubicado en las coordenadas 39°1′53″N 89°12′17″O / 39.03139, -89.20472. Según la Oficina del Censo de los Estados Unidos, el municipio tiene una superficie total de 93.96 km², de la cual 92,22 km² corresponden a tierra firme y (1,85 %) 1,74 km² es agua.

## Demografía
Según el censo de 2010, había 485 personas residiendo en el municipio de Shafter. La densidad de población era de 5,16 hab./km². De los 485 habitantes, el municipio de Shafter estaba compuesto por el 98,35 % blancos, el 0,21 % eran amerindios, el 0,21 % eran asiáticos y el 1,24 % eran de una mezcla de razas. Del total de la población el 0,21 % eran hispanos o latinos de cualquier raza.